# 千葉山貴公
千葉山 貴公（ちばやま たかひろ、1978年11月13日 - ）は演歌歌手。
クロスワードパズル作家としても活動。月刊『カラオケファン』（ミューズ刊）にてKFクロスワードのコーナーを連載中。（2016年6月号～現在）

## 経歴
神奈川県横浜市戸塚区出身。立命館大学文学部文学科中国文学専攻卒業。2001年2月に上京。
2002年3月バップよりデビューシングル「はまなす哀歌」c/w「ふたたびの愛」リリース。
2003年6月JAMレコードより2ndシングル「恋しくて恋しくて夢にみて」c/w「はぐれ酒」リリース。
2007年7月マイライフレコードより3rdシングル「愛の嘘つき」c/w「赤い爪」リリース。
2008年10月より、『月刊ミュージックスター』（USEN刊）にてコラム連載（2009年6月号にて終了）
2011年8月【第四回ギャグ漫画家大喜利バトル】に司会として出演
2011年11月30日A-forceより「雪恋歌」c/w「東京の夜」（デュエットwith橘京子fromサロメの唇）リリース
2014年5月、A-forceよりミニアルバム『黎明と邂逅と』リリース
2015年4月、A-forceより5thシングル「銀の指輪」c/w「雨の高瀬川-2015remix-」リリース
2016年8月、A-forceより6thシングル「さよならの手をふるように」c/w「夜のすきま～星空回想篇～」リリース
2017年2月、夢は叶うプロジェクトより企画盤「真夏の恋はヨコスカで」リリース
2018年8月、A-forceよりアルバム『追憶と再生と～孤高の唄人・ジュンイチローを歌い継ぐ～」リリース
2020年2月、Crystal Hart Recordsより7thシングル「横浜えれじぃ」c/w「愛の嘘つき」c/w「赤い爪」リリース

## テレビ・ラジオ
- FM熱海湯河原 「艶歌十八番～リクエスト＆ゲスト～」（3代目パーソナリティー　2017年～現在）
- FM熱海湯河原「千葉山貴公の今夜は夢にみて」（2004年5月～2017年3月）
- エフエム茶笛  「千葉山貴公のちゃばたけ！777」（2005年10月～2013年5月）
- FM戸塚「千葉山貴公のラジオ・ドリームランド」（2009年10月～2010年10月）